# Diospyros melanoxylon
Diospyros melanoxylon là một loài thực vật có hoa trong họ Thị. Loài này được Roxb. mô tả khoa học đầu tiên năm 1795.

## Hình ảnh

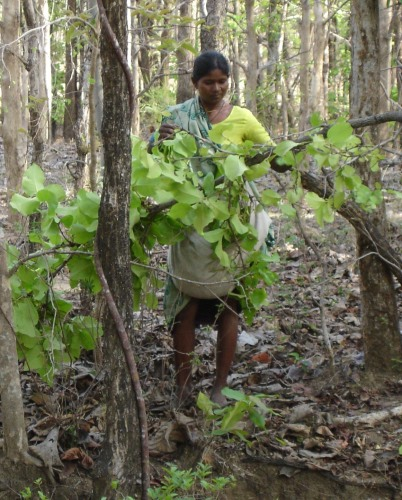
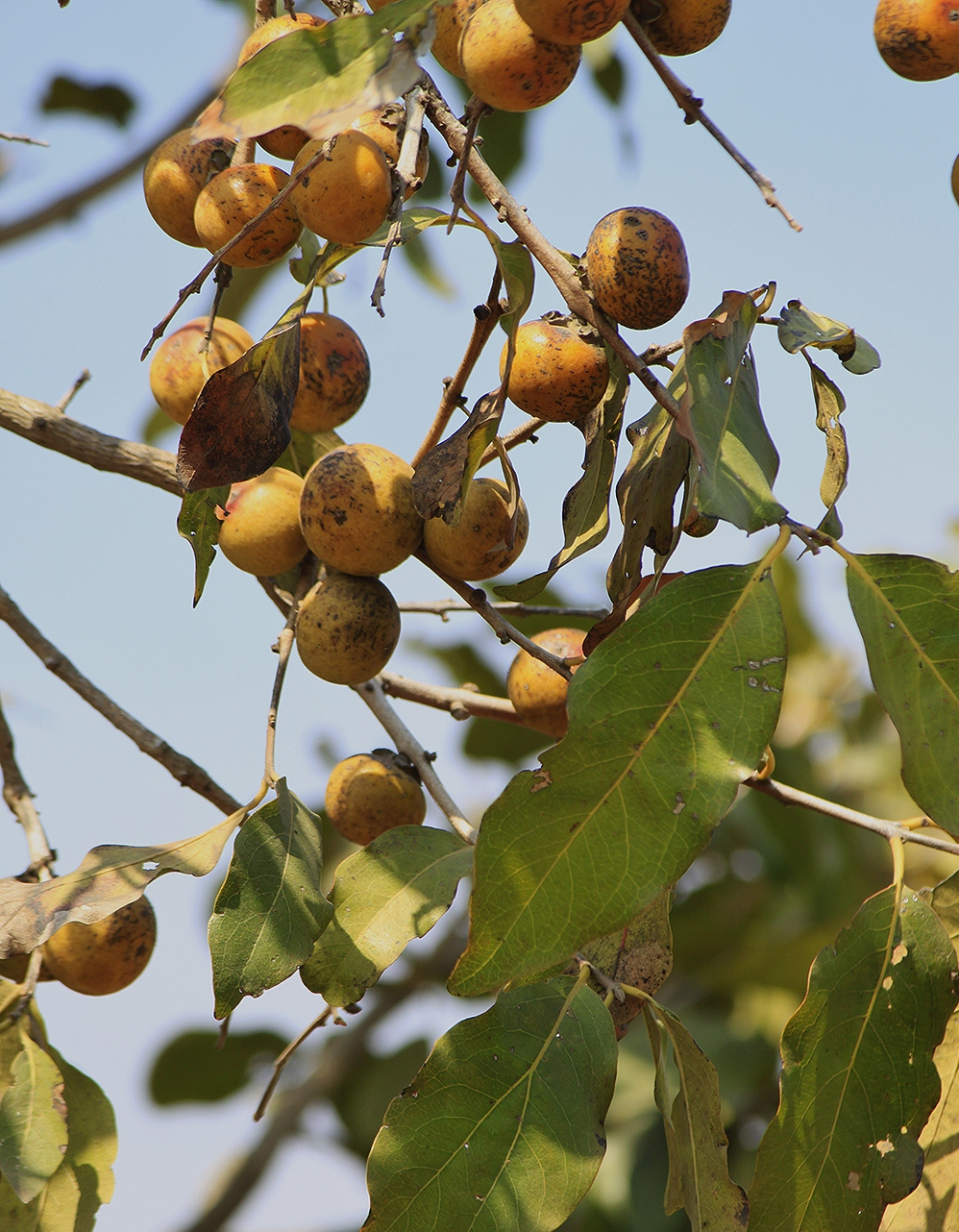
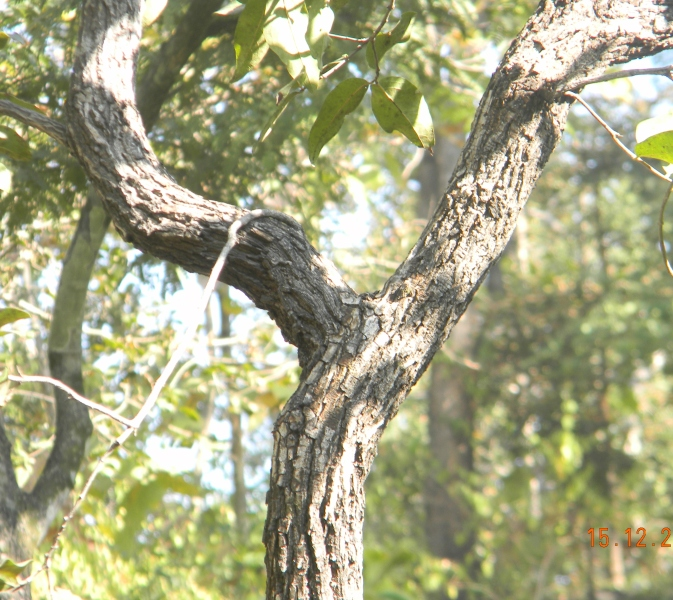